# Trichoura mesochora
Trichoura mesochora là một loài ruồi trong họ Asilidae. Trichoura mesochora được Londt miêu tả năm 1994. Loài này phân bố ở vùng nhiệt đới châu Phi.